# L'uomo scimmia
L'uomo scimmia (The Ape Man) è un film del 1943 prodotto negli Stati Uniti, diretto da William Beaudine e interpretato da Bela Lugosi.
Il soggetto è tratto dal racconto They Creep in the Dark scritto da Karl Brown.

## Trama
Uno scienziato fa esperimenti su sé stesso, trasformandosi in una scimmia.